# Американский вандал
«Америка́нский ванда́л» (англ. American Vandal) — американский псевдодокументальный веб-сериал, созданный Дэном Перро и Тони Ясендой. Его премьера состоялась 15 сентября 2017 года на платформе Netflix. Шоу представляет собой пародию на документальные фильмы о преступлениях, таких как «Создавая убийцу».
26 октября 2018 года стало известно, что Netflix закрыл сериал после двух сезонов.

## Сюжет
Первый сезон рассказывает о расследовании акта вандализма в калифорнийской средней школе, в результате которого 27 машин преподавателей были разрисованы изображениями пенисов. Подозрение падает на местного «клоуна» Дилана Максвелла, которого исключают из школы. Однако старшеклассник Питер Мальдонадо с помощью своего друга Сэма Экланда начинает собственное расследование произошедшего, чтобы выяснить, действительно ли виновен Дилан или его кто-то подставил.
Во втором сезоне Питер и Сэм расследуют новое преступление в частной католической средней школе: неизвестный злоумышленник, именующий себя «Говнокрадом», подсыпает мальтит в лимонад в школьном кафетерии.

## Актёры и персонажи

### Основной состав
- Тайлер Альварес — Питер Мальдонадо, один из ведущих «Утреннего шоу» в средней школе Хановера, а также сценарист и режиссёр документального сериала о преступлениях «Американский вандал».
- Гриффин Глюк — Сэм Экланд, сопродюсер «Американского вандала» и лучший друг Питера.
- Джимми Татро — Дилан Максвелл (1-й сезон), главный подозреваемый в совершении акта вандализма в средней школе Хановера.
- Трэвис Тоуп — Кевин Макклейн (2-й сезон), подозреваемый, помещённый под домашний арест после вынужденного признания вины за преступления, совершённые Говнокрадом.

### Повторяющийся состав

#### Сезон 1
- Джо Фаррелл — Джаред Хиксенбо
- Джессика Хуарес — Брианна «Гандж» Гэйндж
- Джи Ханнелиус — Криста Карлайл
- Камилла Хайд — Габи Грейнджер
- Эдуардо Франко — Спенсер Диас
- Лукас Гейдж — Брэндон Гэллоуэй
- Камилла Рамси — Маккензи Вагнер
- Эдуардо Франко — Спенсер Диас
- Лу Уилсон — Лукас Уайли
- Келам Уорти — Алекс Тримболи
- Коди Вай-Хо Ли — Мин Джанг
- Саксон Шарбино — Сара Пирсон
- П. Л. Браун — мистер Бакстер
- Габриэла Фрескес — София Гутьеррес
- Райан О’Фланаган — Стивен «Краз» Кразански
- Карли Ротенберг — Эрин Шапиро
- Айлин Байрамоглу — Мэдисон Каплан
- Брайан Перро — Зак Резерфорд

#### Сезон 2
- Мелвин Грегг — Демаркус Тиллман
- Тейлор Дирден — Хлоя Лайман
- ДеРон Хортон — Лу Картер
- Адам Рэй — офицер Краудер
- Сара Бёрнс — мисс Анжела Монтгомери
- Джей Ли — Таннер Бассетт
- Беллина Логан — детектив Карла Дики
- Барбара Диринг — мисс Кэти Уэкслер
- Майлз Дж. Харви — Пол Шнорренберг
- Джереми Калхейн — Грейсон Венц
- Ла Чарльз Траск — Перри Коулман
- Сьюзен Руттан — Патриция Макклейн
- Джонатан Сакс — Дрю Панкратц
- Киа Стерн — Дженна Хоторн
- Натаниэль Дж. Потвин — Тревор «Гонзо» Гонсалес
- Илайша Хениг — Майлс Криммин
- Джанин Джексон — монахиня
- Коннор Уильямс — Итан Оуэнс
- Мэтт Беннетт — Гэвин Ландерс
- Тейлор Мисьяк — Эбби Самуэлс
- Исаак Лэмб — Мэтью Джезуальди

## Список эпизодов
| Сезон | Серии | Серии | Даты показа      | Даты показа      |
| ----- | ----- | ----- | ---------------- | ---------------- |
| 1     | 8     | 8     | 15 сентября 2017 | 15 сентября 2017 |
| 2     | 8     | 8     | 14 сентября 2018 | 14 сентября 2018 |

### Сезон 1 (2017)
| № общий | № в сезоне | Название                                                                      | Режиссёр    | Автор сценария                   | Дата премьеры    |
| --- | ---------- | ----------------------------------------------------------------------------- | ----------- | -------------------------------- | ---------------- |
| 1 | 1          | «Голые факты: вандализм и вульгарность» «Hard Facts: Vandalism and Vulgarity» | Тони Ясенда | Тони Ясенда и Дэн Перро          | 15 сентября 2017 |
| 15 марта 2016 года в средней школе Хановера в Ошенсайде, штат Калифорния, обнаруживается, что неизвестный злоумышленник на учительской парковке с помощью баллончика краски нарисовал на 27 автомобилях изображения членов. Школьный совет обвиняет в произошедшем местного пранкера Дилана Максвелла, опираясь на показания единственного свидетеля вандализма, Алекса Тримболи. Дилан исключают из школы, но тот отрицает свою вину, так во время этого происшествия был со своей девушкой и друзьями. Десятиклассник Питер Малдонадо и его друг Сэм Экланд начинают расследование, чтобы доказать или опровергнуть причастность Дилана. Питер утверждает, что ряд улик, которые совет использовал против Дилана (в том числе давняя его страсть к рисованию членов, доступ к серверу с записями видеокамер, ненависть к учительнице испанского), были обоснованными, но, с другой стороны, есть и неопровержимые контраргументы: к примеру, изображения членов на автомобилях сильно отличаются от предыдущих рисунков Дилана. Питер и Сэм начинают ставить под сомнение показания Тримболи из-за его неправдоподобных заявлений о своих сексуальных отношениях с Сарой Пирсон, одной из самых популярных девушек в школе. |            |                                                                               |             |                                  |                  |
| 2 | 2          | «Сомнительное алиби» «A Limp Alibi»                                           | Тони Ясенда | Дэн Лагана                       | 15 сентября 2017 |
| Питер и Сэм предполагают, что Тримболи может врать для привлечения внимания окружающих. Это касается не только отношений с Сарой, но хвастовства по поводу неумеренного употребления алкоголя на вечеринке несколько недель назад. Чтобы проверить правдивость слов Тримболи, Питер и Сэм вместе с подругой Сэма Габи Грейнджер отправляются в летний лагерь «Минивака», где у Тримболи якобы была интрижка с Пирсон. Осмотр местности заставляют предположить, что Тримболи лжёт о сексе с Пирсон. Питер и Сэм также выясняют местонахождение Дилана во время инцидента 15 марта: Дилан и его друзья, известные как «Опытные пранкеры», в этот день прикалывались над соседом Лукаса Уайли, 86-летним Леонардом Дженсоном, известным своими теориями правительственного заговора. Во время розыгрыша Дилан получает сообщение от своей подруги Маккензи Вагнер, лжёт своим друзьям, что ему нужно в туалет и покидает дом Лукаса. Это объясняет противоречивые свидетельства о местонахождении Дилана. Дилан также утверждает, что во время розыгрыша он оставил Дженсону на автоответчике голосовое сообщение, но Питеру не удаётся прослушать аудиокассету, так как Дженсон не пускает его в дом. Питер и Сэму также проводят эксперимент, в ходе которого они проверяют, можно ли успеть нарисовать члены и удалить видеозаписи в течение 31 минуты, когда Дилан отсутствовал доме Лукаса. Подсчёты показывают, что для совершения этих действий было достаточно 29,1 минуты. |            |                                                                               |             |                                  |                  |
| 3 | 3          | «Улика» «Nailed»                                                              | Тони Ясенда | Майк Росолио                     | 15 сентября 2017 |
| Питеру всё сложнее верить в невиновность Дилана, которого он подлавливает на очередной лжи. Поэтому он беседует с учительницей Дилана по испанскому, мисс Шапиро, надеясь узнать причины неуважительного и ребяческого поведения Дилана в классе. Шапиро считает, что Дилану нравится дурачиться, а не учиться, а также уверена, что именно она была главной целью в недавнем инциденте, так её автомобиль был не только изуродован рисунками, но также было проколото одно из колёс. Вскоре после ЧП вице-директор школы Кин отменяет обеды в кампусе. В свою очередь Шапиро обещает вернуть ланчи, если учащиеся выдадут виновного, и на следующее утро Тримболи заявляет, что видел, как Дилан рисовал члены. Однако мистер Кразански, один из коллег Шапиро, утверждает, что отмена ланчей была изначально идеей Шапиро, а намерение их вернуть их является уловкой, чтобы подставить Дилана и в итоге выгнать из школы. В автомастерской Питер и Сэм узнают о том, что колесо Шапиро проколото гвоздём, а не порезано. Шапиро была в курсе этого, однако она сознательно соврала о характере полученного повреждения, чтобы обвинить Дилана. Питер хочет задать Шапиро неудобные вопросы, но учительница категорически отказывается отвечать на них. |            |                                                                               |             |                                  |                  |
| 4 | 4          | «Растущие подозрения» «Growing Suspicion»                                     | Тони Ясенда | Кевин Макманус и Мэттью Макманус | 15 сентября 2017 |
| Так как доступ к серверу с записями камер видеонаблюдения был только у девяти сотрудников «Утреннего шоу», ежедневной передачи школы Хановера (включая Питера, Сэма, Дилана и школьного президента Кристы Карлайл), Питер намерен сузить круг подозреваемых в совершении вандализма. Питер углубляется в мотивы и алиби каждого сотрудника «Утреннего шоу». Он даже приходит к выводу, что веский мотив для преступления был у Сэма: он мог нарисовать члены на автомобилях, чтобы отменили выпускной, и Габи, его лучшая подруга, не пошла бы на эту вечеринку со своим бойфрендом Брендоном, которого Сэм ненавидит. Эти предположения приводят Сэма в бешенство; он обижен, что Питер не принимает такую же логику по отношению к Дилану, который также мог пойти на вандальный поступок ради девушки. За три дня до инцидента Маккензи бросила Дилана после того, как он разместил в социальных сетях уродливое видео с её участием, и через три дня после он мог попытаться вернуть её расположение с помощью скандального поступка, нарисовав члены на машинах. В день инцидента Дилан также отправил Маккензи SMS о том, что сделает ради неё всё, что угодно. Тем не менее даже в свете новых обстоятельствах Дилан продолжает настаивать на своей невиновности. Питер получает сообщение от дочери Дженсона о «звонке Кифера Сазерленда». |            |                                                                               |             |                                  |                  |
| 5 | 5          | «Преждевременные выводы» «Premature Theories»                                 | Тони Ясенда | Эми Поча и Сет Коэн              | 15 сентября 2017 |
| Питер приходит домой к Дженсону за аудиокассетой с голосовым сообщением «Кифера Сазерленда», однако дочь Дженсона в ярости рвёт плёнку, будучи недовольна тем, что им и днём, и ночью звонят фанаты «Американского вандала». У Питера возникает теория, что «Опытные пранкеры» могли помогать Дилану спланировать акт вандализма, так как свидетели якобы слышали, как они обсуждали члены на недавней вечеринке в доме бабушки одной из студенток, известной как «Вечеринка у Наны». Питер просматривает десятки видео с этой вечеринки и приходит к выводу, что на самом деле никто члены не обсуждал, а все разговоры Дилана и остальных пранкеров относились к подготовке розыгрыша мистера Дженсона. Он также обнаруживает свидетельство того, что Тримболи врал насчёт количества выпитого. На одном из видео Питер замечает баллончик с краской в руках у Брэндона Гэллоуэя, парня Габи, который использовал его для написания на полотенце приглашения на выпускной. 15 марта именно этот баллончик был изъят полицией на школьной парковке. Питер мирится с Сэмом после их ссоры. Изучив надпись на полотенце, Сэм приходит к выводу о том, что на машине истинной цели вандала, которая была разрисована первой, должны присутствовать брызги, так как краска засохла и перед её нанесением баллончик надо было сильно встряхивать. |            |                                                                               |             |                                  |                  |
| 6 | 6          | «Цензура» «Gag Order»                                                         | Тони Ясенда | Джесс Майер                      | 15 сентября 2017 |
| Хулиганская акция протеста, спровоцированная Кристой Карлайл, приводит в бешенство завуча Кина, который запрещает съёмку «Американского вандала» на территории школы. Питер и Сэм вынуждены работать за пределами кампуса и с помощью фотографий машин пытаются установить изначальную цель вандала. Они обнаруживают брызги на трёх автомобилях, которые принадлежат завучу Кину, учителю физики Маэде, а также учителю физкультуры и футбольному тренеру Рафферти. Пытаясь установить личность мстителя, они разговаривают с Рафферти, а затем с Маэдой и узнают, что учитель физики отобрал у Сары Пирсон iPad. Сэму удаётся сфотографировать с iPad переписку между Пирсон и её подругой, из которой следует, что Пирсон подрочила Гэллоуэю, а не Тримболи, который врал о своих отношениях с Пирсон. Узнав о действиях своего бойфренда, Габи ссорится с Питером и Сэмом. Питер обнаруживает, что с 2012 года школа Хановера не загружала на сайт государственных школ Калифорнии официальные жалобы на учителей и безуспешно просят Кина предоставить доступ к этим файлам, после чего завуч временно отстраняет их от занятий. После того, как запрет на съёмки получает широкую огласку в СМИ и социальных сетях, Кин вынужден разрешить Сэму и Питеру вернуться в школу и продолжить съёмки. Кин также даёт им полный доступ к печатным копиям жалоб на учителей. Аноним оставляет для Питера и Сэма флешку, на которой запечатлены фотографии разгромлённого кабинета Рафферти, в том числе сообщение «Суй свой член в другое место», написанное на доске. Это заставляет полагать, что именно тренер Рафферти являлся главной целью вандала. |            |                                                                               |             |                                  |                  |
| 7 | 7          | «Кульминация» «Climax»                                                        | Тони Ясенда | Лорен Херстик                    | 15 сентября 2017 |
| Питер и Сэм изучают бумажные копии жалоб на преподавателей школы Хановера, чтобы выяснить, за что именно мстят Рафферти. Они находят жалобу, податель которой обвиняет Рафферти в «неприемлемых отношениях с учащимся». Узнав о новом повороте в расследовании, Рафферти в разговоре с Питером и Сэмом утверждает, что жалоба вырвана из контекста и на самом деле он встречался с матерью ученика. Выяснить, с кем именно были отношения у Рафферти, оказывается непростой задачей, поскольку тот является серийным бабником. Сэм составляет список самых горячих мамочек школы Хановера, после чего в поисках совпадений изучает список друзей Рафферти на Facebook. Оказывается, что Рафферти встречался с матерью Маккензи Вагнер. Питер и Сэм полагают, что Маккензи из чувства мести вполне могла разгромить его кабинет, а затем нарисовать члены, так как именно Рафферти помешал её родителям снова быть вместе. Питер объясняет свою теорию Дилану, но тот называет её бредом. Тогда Сэм и Питер выдвигают версию, что Дилан и Маккензи могли действовать сообща: пока Маккензи рисовала члены на парковке, Дилан стирал видеозаписи. Питер обвиняет Маккензи в вандализме, тем самым доведя девушку до слёз. Она в свою очередь обвиняет Питера в желании снять крутой документальный фильм в попытке перестать быть лузером в глазах окружающих. В доказательство своей невиновности Маккензи отправляет Питеру ссылку на прямой эфир с её участием на видеостриминговом сервисе Twitch. Питер демонстрирует видео Дилану и спрашивает, кому нужно это показать, на что шокированный и растерянный Дилан отвечает одним словом: «Всем». |            |                                                                               |             |                                  |                  |
| 8 | 8          | «Порядок» «Clean Up»                                                          | Тони Ясенда | Мэттью Макманус и Кевин Макманус | 15 сентября 2017 |
| На видео зафиксировано, как в момент совершения акта вандализма Дилан приходит домой к Маккензи, которая тем временем изменяет Дилану по Интернету. После появления столь очевидного доказательства невиновности Дилана восстанавливают в школе, и он становится настоящей знаменитостью. Шапиро извиняется за то, что заподозрила его в вандализме, но отмечает, что в целом не ошибалась насчёт его. Дилану отказывают в приёме в Колорадский университет в Боулдере. На вечеринке после выпускного вечера Пирсон обвиняет Питера в том, что его документалка испортила жизнь многим людям; Сэм мирится с Габи; Дилан впервые смотрит «Американского вандала», и расстраивается из-за того, что окружающие считают его тупым неудачником; Минг Чжан, один из девяти сотрудников «Утреннего шоу» от выпитого алкоголя теряет сознания, и одна из студенток делает ему массаж сердца. Сэм обращает внимание на то, что Криста Карлайл не знакома с принципами СЛР, что противоречит её алиби, согласно которому во время инцидента на школьной парковке она была на курсах СЛР. Выясняется, что сертификат СЛР выдал инструктор по имени Ван Делори. который является парнем Кристы. Сэм и Питер приходят к выводу, что эта парочка действовала сообща: Ван Делори рисовал члены на машинах, а Карлайл стирала записи с камер видеонаблюдения. Также выясняется, что у Кристы плохие отношения с тренером Рафферти, и она подавала на него жалобу за неприемлемое поведение. Однако в разговоре с Питером Карлайл отказывается признать свою причастность к вандализму. Дилана арестовывают после того, как он рисует член на подъездной дорожке у дома мисс Шапиро. В разговоре с Питером Дилан признаётся, что является придурком, соглашаясь со всеобщим мнением окружающих. В финале документального фильма Питер признаёт, что взялся рассмотреть дело против Дилана, чтобы выяснить виновен он или нет в вандализме, и смог доказать его непричастность. Он также отмечает, что старшая школа — это всего 4 года жизни, и они не могут определять всю жизнь. |            |                                                                               |             |                                  |                  |

### Сезон 2 (2018)
| № общий | № в сезоне | Название                            | Режиссёр    | Автор сценария                   | Дата премьеры     |
| --- | ---------- | ----------------------------------- | ----------- | -------------------------------- | ----------------- |
| 9 | 1          | «Ослабление» «The Brownout»         | Тони Ясенда | Тони Ясенда и Дэн Перро          | 14 сентября 2018. |
| 6 ноября 2017 года в католической средней школе Сент-Бернардин в Белвью, штат Вашингтон, во время обеда происходит инцидент: учащиеся, выпившие лимонад, в который было подмешано слабительное, испражняются по всей территории школы. Ответственность за произошедшее берёт на себя аноним, известный в социальных сетях как Говнокрад. Полиция и школьные чиновники обвиняют в совершении преступления местного изгоя Кевина Макклейна, основываясь на показаниях лучшего друга Кевина Таннера Бассетта. В результате Кевина исключают из школы и сажают под домашний арест в ожидании уголовного обвинения. Тем временем феноменальный успех «Американского вандала» делает Питера и Сэма известными на всю страну. Подруга Кевина Хлоя Лайман присылает им видео с сообщением о происходящем в Сент-Бернардине и просит их помочь. Питер и Сэм отправляются из Ошенсайда в Белвью, чтобы провести расследование дела Кевина. Родители Хлои разрешают им остановиться у них дома во время съёмок. Питер и Сэм берут интервью у студентов, пострадавших от слабительного. а также у бабушки Кевина, которая категорически не согласна с обвинениями в адрес внука, так как он являлся одним из пострадавших. |            |                                     |             |                                  |                   |
| 10 | 2          | «Номер 2» «#2»                      | Тони Ясенда | Дэн Лагана                       | 14 сентября 2018. |
| Питер и Сэм навещают Кевина, который находится под домашним арестом в доме своей бабушки. Кевин заявляет о своей невиновности и о том, что офицеры заставили его признаться в содеянном после безжалостного многочасового допроса. Кевин берёт на себя вину за «Ослабление» и ещё два других инцидента, последовавших за ним. Это «Говняная пиньята» на занятии в честь дня рождения Воннегута, где была разбит пиньята, наполненная фекалиями, и «Говномёт» в спортзале, когда из воздушных пушек был разбросаны футболки с кошачьим помётом. Из полицейского отчёта Питер и Сэм выясняют, что в качестве слабительного использовался мальтит, и отправляются в магазин «Дассис», в котором часто бывали Кевин и Таннер. Оказывается, что ни одно продающееся здесь слабительное не содержит мальтит, что опровергает свидетельские показания Таннера. Питер и Сэм также узнают о том, как Кевин и Таннер уже давно не лучшие друзья, так как Таннер винил Кевина в том, что он испортил вечеринку «Пропусти день», вызвав полицию. Питер и Сэм получают новую наводку: Хлоя утверждает, что она видела карточку Говнокрада в кошельке Демаркуса Тиллманна, чемпиона школы по баскетболу. |            |                                     |             |                                  |                   |
| 11 | 3          | «Оставляя след» «Leaving a Mark»    | Тони Ясенда | Кевин Макманус и Мэттью Макманус | 14 сентября 2018  |
| Питер и Сэм приходят в спортзал Сент-Бернардина, чтобы взять интервью у Тиллманна. Демаркус — перспективный спортсмен и звезда Сент-Бернардина, который дружит со всеми учащимися и учителями. Он также обладает особыми привилегиями и доступом к помещениям, в которых и были совершены три преступления (кухня, баскетбольная раздевалка, кабинет учительницы английского). Питер и Сэм изучают случай с кражей в школе костюма рыцаря-талисмана, похититель которого, известный в Сети как «сэр Лансеврот», на протяжении месяцев использовал фотографии и видео для сексуального преследования чирлидерши Пейдж Бёртон. Этим преследователем был Перри Коулман, самый многообещающий баскетболист школы в 2016 году, однако администрация не предприняла никаких действий в связи с поступками Перри. Учителя и школьники также рассказывают о Грейсоне Вентце, который был исключён из школы из-за рассылки нескольких оскорбительных сообщений в Twitter. Питер и Сэм приходят к выводу, что в Сен-Бернардине царят двойные стандарты: администрация снисходительно относится к выходкам звёздных спортсменов и покрывает их преступления, зато не церемонится с рядовыми учениками вроде Кевина и Вентца, которых делают козлами отпущения. Питер получает сообщение от «Говнокрада», в котором говорится, что если Питер пытается найти злоумышленника, то это у него «дерьмово получается». |            |                                     |             |                                  |                   |
| 12 | 4          | «Ушат говна» «Shit Talk»            | Тони Ясенда | Марк Стасенко                    | 14 сентября 2018  |
| Питер и Сэм начинают переписку с Говнокрадом, а также обнаруживают, что две последние публикации Говнокрада предупреждают о предполагаемом преступлении 4 декабря, которое не произошло. Поскольку посты были опубликованы после того, как Кевина посадили под арест, они предполагают, что Кевин мог опубликовал их, чтобы выглядеть невиновным, словно Говнокрад ещё на свободе. Но так как он был под арестом, публикаций о последствиях не было. Сомневаясь в невиновности Кевина, они берут интервью у него и Хлои об их дружбе. Они также изучают баг, появившийся у владельцев iPhone после обновления до версии iOS 11.1., в результате которого автозамена исправляла прописную «I» на «А» и вопросительный знак в клеточке. В одном из постов у Говнокрада присутствует этот баг, но его не было ни у Демаркуса, ни у Кевина. Сэм и Питер вскрывают ящик студенческого парламента с анонимными записками о возможных подозреваемых и находят три повторяющихся имени: Дрю Панкратц, Дженна Готорн и Пол Шнорренберг. Они исследуют их алиби, мотивы и личности: у Панкратца и Готорн твёрдые алиби, в то же время для понимания возможных мотивов Шнорренберга Сэм и Питер берут интервью у его учительницы, мисс Монтгомери. Сэм случайно замечает в учительской рождественский календарь, идентичный календарю, опубликованному Говнокрадом в Интернете 4 декабря, что заставляет сделать вывод о том, что четвёртое преступление было всё-таки совершено. Это означает, что Кевин, находившийся на тот момент под арестом, не имеет отношения к Говнокраду. |            |                                     |             |                                  |                   |
| 13 | 5          | «Подтереть все следы» «Wiped Clean» | Тони Ясенда | Сет Коэн и Эми Поча              | 14 сентября 2018. |
| Под влиянием новых догадок и доказательств Питер и Сэм приходят к выводу, что потенциальным свидетелем четвёртого возможного преступления мог быть бывший школьный уборщик по прозвищу Горячий Уборщик, которого любили все девушки. Он перешёл в другую школу 5 декабря, на следующий день после четвёртого преступления. Питер и Сэм находят уборщика, который рассказывает о том, что 4 декабря два учителя съели по конфете из рождественского календаря, в которых оказался кошачий помёт, после чего их вырвало. Питер и Сэм полагают, что одним из учителем, который съел говно, был мистер Фернандес, который в тот день ушёл домой сразу после второго перерыва. По их версии, после инцидента в учительской миссис Уэкслер перевела Горячего Уборщика на работу в другую школу, всем преподавателям приказала молчать, а Фернандеса отправила в отпуск в роскошный отель в Коста-Рике. Тем самым миссис Уэкслер решила скрыть информацию об этом преступлении и о том, что Говнокрад ещё на свободе. Питер и Сэм отправляют Хлою с размещённой на ней прослушкой миссис Уэкслер, однако та не собирается предоставлять требуемых доказательств и угрожает Хлое. Хлоя навещает расстроенного Кевина, который просит её остановиться и не помогать со расследованием. Кевин предлагает, чтобы Питер установил видеокамеру в его шкафчике, который находится прямо напротив учительской. На одной из записей видно, как в учительскую заходит, а затем выходит оттуда Лу Картер, друг Демаркуса. |            |                                     |             |                                  |                   |
| 14 | 6          | «Всё схвачено» «All Backed Up»      | Тони Ясенда | Ябуки Янг-Уайт                   | 14 сентября 2018  |
| Увидев, как Лу входит и выходит из учительской, Питер и Сэм приходят к выводу, что Лу, вероятно, состоит в заговоре с Демаркусом и помогает ему в организации розыгрышей. Они связываются с Перри Коулманом, который рассказывает Сэму и Питеру о том, что из-за действий Лу больше не является близким другом Демаркуса: Лу и отец Демаркуса хотят, чтобы Демаркус играл в колледже в Орегоне, а не в Калифорнийском университете вместе с Коулманом. Он сообщает, что именно Лу вызвал копов на вечеринку «Пропусти день», и из-за этого инцидента Таннер через два дня дал показания против Кевина. Дуэт пытается добиться от Лу признания, что именно он позвонил в полицию, но тот всё отрицает. Сэм и Питер демонстрирует Таннеру доказательства непричастности к Кевина к вызову копов. После этого Таннер приносит Кевину свои извинения и мирится с ним. Через шесть часов после ознакомления Лу и Демаркуса с видео, снятым на тусовке, к Питеру и Сэму обращается Тревор «Гонзо» Гонсалес, товарищ Демаркуса и Лу по баскетбольной команде. Он утверждает, что Демаркус и Лу отсутствовали на репетиции перед собранием в спортзале, так как в это время в помещении со снаряжением заряжали пушки дерьмом. После того, как эта информация расходится среди членов баскетбольной команды, Лу избивает Гонзо. На записях камер видеонаблюдения видно, как ДеМаркус и Лу начинают разборки с Кевином возле круглосуточного магазина. |            |                                     |             |                                  |                   |
| 15 | 7          | «Бурление говна» «Shit Storm»       | Тони Ясенда | Джесс Майер                      | 14 сентября 2018  |
| Кевин сообщает Питеру о том, что больше не сможет участвовать в создании документального фильма. Он также перестаёт отвечать на звонки и сообщения Питера и Сэма, а также блокирует их номера и аккаунты в соцсетях. Питеру и Сэму удаётся получить доступ к камерам видеонаблюдения в круглосуточном магазине, и на записи они видят, как Демаркус и Лу угрожают Кевину. Лу заявляет Питеру, что в день инцидента с Говнометом он и Демаркус пропустили репетицию перед собранием, так как были на приёме у физиотерапевта, а затем попали в аварию с Дженной Готорн. Это опровергает алиби Дженны, утверждавшей, что во время происшествия с Говнометом она была на практике. Сэм и Питер обнаруживают, что Говнокрад переписывался с ними по телефону как раз во время стычки Демаркуса, Лу и Кевина у магазина, что автоматически исключает их из числа предполагаемых Говнокрадов. Питер и Сэм выдвигают версию, что Говнокрадом является Дженна. В интервью Дженна рассказывает, как познакомилась в Instagram с девушкой по имени Брук Уилер и флиртовала с ней. Брук вскоре начала шантажировать Дженну, угрожая опубликовать её откровенные фотки и переписки, чтобы все в Сент-Бернардине увидели, что за профилем богатенькой красавицы прячется самозацикленная лгунья. По указке Уилер Дженна заряжает воздушные пушки футболками Говнокрада и кошачьим помётом. Питер и Сэм направляются в Орегон, чтобы выследить Брук Уилер и выясняют, что для создания поддельного аккаунта Уилер были противозаконно использованы фото и видео студентки колледжа Эбби Сэмюэлс. |            |                                     |             |                                  |                   |
| 16 | 8          | «Куча» «The Dump»                   | Тони Ясенда | Кевин Макманус и Мэттью Макманус | 14 сентября 2018  |
| Эбби признаётся Питеру, что отдала свой разбитый телефон в ремонт Грейсону Венцу, бывшему студенту Сент-Бернардина, который и является Говнокрадом. Грейсон, которого отчислили из школы за оскорбительные твиты, решил использовать фальшивый профиль Уилер, чтобы отомстить школе, которую ненавидит. Грейсон совершает в Сент-Бернардине пятое и последнее преступление, «Куча», выкладывая на аккаунте Уилер компрометирующие фотографии, которые он использовал для шантажа жертв, неосторожно отправивших Грейсону селфи в обнажённом виде. Жертвами шантажа Говнокрада стали Дженна («Говномет»), Демаркус («Говняная пиньята»), мистер Джесуалди (учитель информатики, из-за которого Грейсона исключили, поместил конфеты с фекалиями в рождественский календарь) и Дрю Панкратц, единственный, кто отказался подчиниться требованиям Грейсона. Выясняется, что «Ослабление» организовал Кевин, который признаёт вину и раскаивается в содеянном. Грейсон получает два года тюрьмы за шантаж и вымогательство; Демаркуса и Дженну приговаривают к общественным работам за соучастие в совершении преступлений Говнокрада; у мистера Джесуалди аннулируют лицензию преподавателя, а миссис Уэкслер вынуждена уволиться, когда её разоблачают во время суда над Грейсоном. Для Кевина, признанного виновным в «Ослаблении», приговор остаётся прежним: девять месяцев домашнего ареста. Спустя время Демаркус вопреки желанию Лу объявляет о своих планах поступить в Университет Вилланова в Пенсильвании; в рамках программы общественных работ он также становится тренером в молодёжном баскетбольном лагере. Кевин после отбывания наказания планирует перевестись в государственную среднюю школу, он мирится с Хлоей и Таннером, и возрождает музыкальную группу. В заключении фильма Питер напоминает зрителям о том, как важно иметь рядом людей, которые знают, какой ты на самом деле, и быть довольным настоящим собой. |            |                                     |             |                                  |                   |

## Разработка
Авторы сериала «Американский вандал» Тони Ясенда и Дэн Перро ставили перед собой задачу создать сатиру на документальные фильмы о реальных преступлениях; источником вдохновения для них послужили такие многосерийные фильмы, как «Сериал», «Создавая убийцу» и «Тайна миллиардера». Ясенда и Перро придумали идею для шоу в начале 2016 года, вскоре после премьеры «Создавая убийцу», и успешно презентовали сценарную заявку сервису Netflix, представители которого согласились выступить в качестве дистрибьютора, когда убедились, что сериал будет не просто «скетчем с шутками о членах». К Ясенде и Перро, которые ранее работали над видеороликами для таких сайтов, как Funny or Die и CollegeHumor, присоединился шоураннер Дэн Лагана, который совсем недавно работал над сериалом Бездельник. Лагана взял на себя ответственность за наём сценаристов для шоу, выбирая людей с относительно небольшим опытом написания для телевидения.
3 августа 2017 года Netflix анонсировал выход нового псевдодокументального сериала под названием «Американский вандал», премьера которого запланирована на 15 сентября 2017 года. Создателями сериала выступили Тони Ясенда и Дэниэл Перро, которые также стали исполнительными продюсерами наряду с Дэном Лаганой, Джо Фарреллом, Ари Любетом, Джошом Либерманом и Майклом Ротенбергом. Производством сериалом занимались студии CBS Television Studios, Funny Or Die и 3 Arts Entertainment.
Вскоре после выхода первого сезона Ясенда и Перро обсудили возможность создания второго сезона, в котором та же съёмочная группа школьников снимает документальный фильм о другом преступлении. 26 октября 2017 года Netflix продлил сериал на второй сезон, премьера которого состоялась 14 сентября 2018 года. 26 октября 2018 года сериал был закрыт после второго сезона.

## Подбор актёров
Вместе с анонсом сериала было объявлено, что в основной актёрский состав вошли Тайлер Альварес, Джимми Татро, Гриффин Глюк, Камилла Хайд, Эдуардо Франко, Джессика Хуарес, Лу Уилсон, Камилла Рамси, Келам Уорти, Лукас Гейдж и Джи Ханнелиус.
14 марта 2018 года стало известно, что главные роли во втором сезоне сыграют Трэвис Тоуп и Мелвин Грегг. 14 июня 2018 года Тони Ясенда, Дэн Лагана и Дэн Перро подтвердили, что Альварес и Глюк вернутся к ролям Питера и Сэма и будут расследовать новое преступление в католической средней школе.

## Релиз
3 августа 2017 года был выпущен официальный трейлер первого сезона. 21 августа 2018 года состоялась премьера официального трейлера второго сезона.

## Приём
Первый сезон сериала получил всеобщее одобрение критиков. На сайте-агрегаторе Rotten Tomatoes рейтинг первого сезона составляет 98 % на основе 48 обзоров со средней оценкой 8,34/10. Консенсус сайта гласит: «„Американский вандал“ отдаёт должное сатирическим дивидендам, а также представляет собой действительно захватывающую загадку, которая заставляет задуматься о современных развлечениях». На Metacritic у первого сезона средневзвешенная оценка 76 из 100 баллов на основе обзоров 10 критиков, что указывает на «в целом благоприятные отзывы».